# Landau in der Pfalz
Landau in der Pfalz (letteralmente "Landau nel Palatinato"; in tedesco palatino Landach) è una città extracircondariale (targa LD) di 46 919 abitanti della Renania-Palatinato, in Germania.
Pur essendo una città extracircondariale, ospita la sede amministrativa del circondario (Landkreis) della Weinstraße Meridionale.

## Storia
Dal 1515 al 1648 ha fatto parte della Decapoli alsaziana, le dieci città libere dell'Alsazia. In seguito, Landau fece parte del Regno di Francia dal 1680 - quando venne annessa da Luigi XIV - al 1815 - con la sconfitta francese e le conseguenti perdite territoriali dovute al Congresso di Vienna. Durante il periodo francese ricevette le sue moderne fortificazioni grazie a Vauban, l'ingegnere militare del Re Sole, nel 1688–99, il che resero il piccolo centro abitato (che nel 1789 aveva una popolazione di soli 5 000 abitanti circa) una delle cittadelle più fortificate d'Europa. Nella guerra di successione spagnola Landau subì ben 4 assedi. Dopo il 1° assedio di Landau (1702), che venne perso dai francesi, una guarnigione imperiale di sei battaglioni al comando del conte Friesen venne installata a Landau. Con il 2° assedio di Landau (1703), dal 13 ottobre al 15 novembre 1703 i francesi riconquistarono la città, cosa che permise loro di vincere la battaglia dello Speyerbach. Il 3° assedio di Landau (1704) iniziò 12 settembre 1704 ad opera di Luigi Guglielmo di Baden-Baden, e terminò il 23 novembre 1704 con la sconfitta francese. Durante quest'ultimo assedio Giuseppe I d'Asburgo arrivò a Landau da Vienna in una carrozza da poco costruita e che divenne molto popolare, nota in lingua italiana come landò o Landauer in tedesco. I francesi ripresero Landau dopo il 4° assedio di Landau (1713) che venne condotto dal 6 giugno al 20 agosto 1713 dal maggior generale Villars.
Con il trattato di Parigi (1815) Landau venne ceduta dalla Francia al Regno di Baviera.

## Geografia antropica

### Suddivisioni amministrative
Landau si divide in 9 zone corrispondenti all'area urbana e a 8 frazioni (Ortsteil):
- Landau (area urbana)
- Arzheim
- Dammheim
- Godramstein
- Mörlheim
- Mörzheim
- Nußdorf
- Queichheim
- Wollmesheim

## Amministrazione

### Gemellaggi
Landau è gemellata con:
- Ribeauvillé, dal 1960
- Haguenau, dal 1963
- Ruhango, dal 1984